# Arcana Heart 2
Arcana Heart 2 (アルカナハート, Arukana Hāto Tsū) est un jeu vidéo de combat développé et édité par Examu, sorti en 2008 sur eX BOARD. Il a connu diverse versions, notamment Suggoi! Arcana Heart 2, qui a été porté en 2009 sur PlayStation 2 uniquement au Japon.
C'est le deuxième opus de la série Arcana Heart.

## Système de jeu
Le système de combat se compose de 4 boutons: coup faible, coup moyen, coup fort et attaque spéciale. Les combats se déroulent donc en deux manches, où il faudra vider la jauge de vie de l'adversaire. Il est possible d'effectuer divers combos, grâce aux boutons mis à disposition et aux commandes de direction.
Chaque joueur dispose d'une barre de "SUPER" segmenté en 9 niveaux. Elle se remplit au fur-et-à mesure des coups portés. Elle permet de déclencher des coups spéciaux appelés "Arcana Force", "Critical Heart" et "Super Attaques". Il est aussi possible de déclencher une "Arcana Blast", qui rend le personnage invincible pendant quelques secondes.
Plusieurs modes de jeu sont disponibles:
- Le mode Arcade, où il faudra défaire les adversaires tout en suivant la narration;
- Le mode Versus, qui permet d'affronter un autre joueur;
- Le mode Entraînement, qui permet de s’exercer;
- Le mode Galerie, où il est possible d'accéder à des illustrations et des animations.

## Scénario
Quelque temps après les évènements du premier opus, un être nommé Angelia Avallone a créé une faille dimensionnelle dans le Kanto. Le "Holy Spririt Institution" envoie donc ses agents afin d'enquêter...

## Versions
Suggoi! Arcana Heart 2, une version améliorée de Arcana Heart 2 sort en octobre 2008 sur eX BOARD. Elle propose des personnages plus équilibrés, de nouvelles illustrations, trois nouveaux personnages et la possibilité de changer la couleur de son personnage en début de combat.